# جزيئات التصاق الخلايا العصبية
جزيء التصاق الخلايا العصبية (Neural cell adhesion molecule NCAM)، والذي يُسمى أيضًا CD56، هو بروتين سكري متجانس مثلي يتم التعبير عنه على سطح الخلايا العصبية والدبقية والعضلات الهيكلية. على الرغم من اعتبار CD56 غالبًا علامة على الالتزام بالنسب العصبي بسبب موقع الاكتشاف إلا أن تعبير CD56 موجود أيضًا، في جملة أمور، في النظام المكون للدم. هنا ، يرتبط تعبير CD56 بشكل صارم بالخلايا القاتلة الطبيعية ولكن لا يقتصر عليها بالتأكيد. تم اكتشاف CD56 على الخلايا اللمفاوية الأخرى بما في ذلك خلايا تي دلتا غاما (γδ) Τ وخلايا تي قاتلة CD8 + T المنشطة وكذلك على الخلايا المتغصنة. وقد ينظر إلى جزيئات التصاق الخلايا العصبية بأنها تلعب دورًا في التصاق الخلايا وعوامل التغذية العصبية واللدونة التشابكية والتعلم والذاكرة.